# Betlehemezés

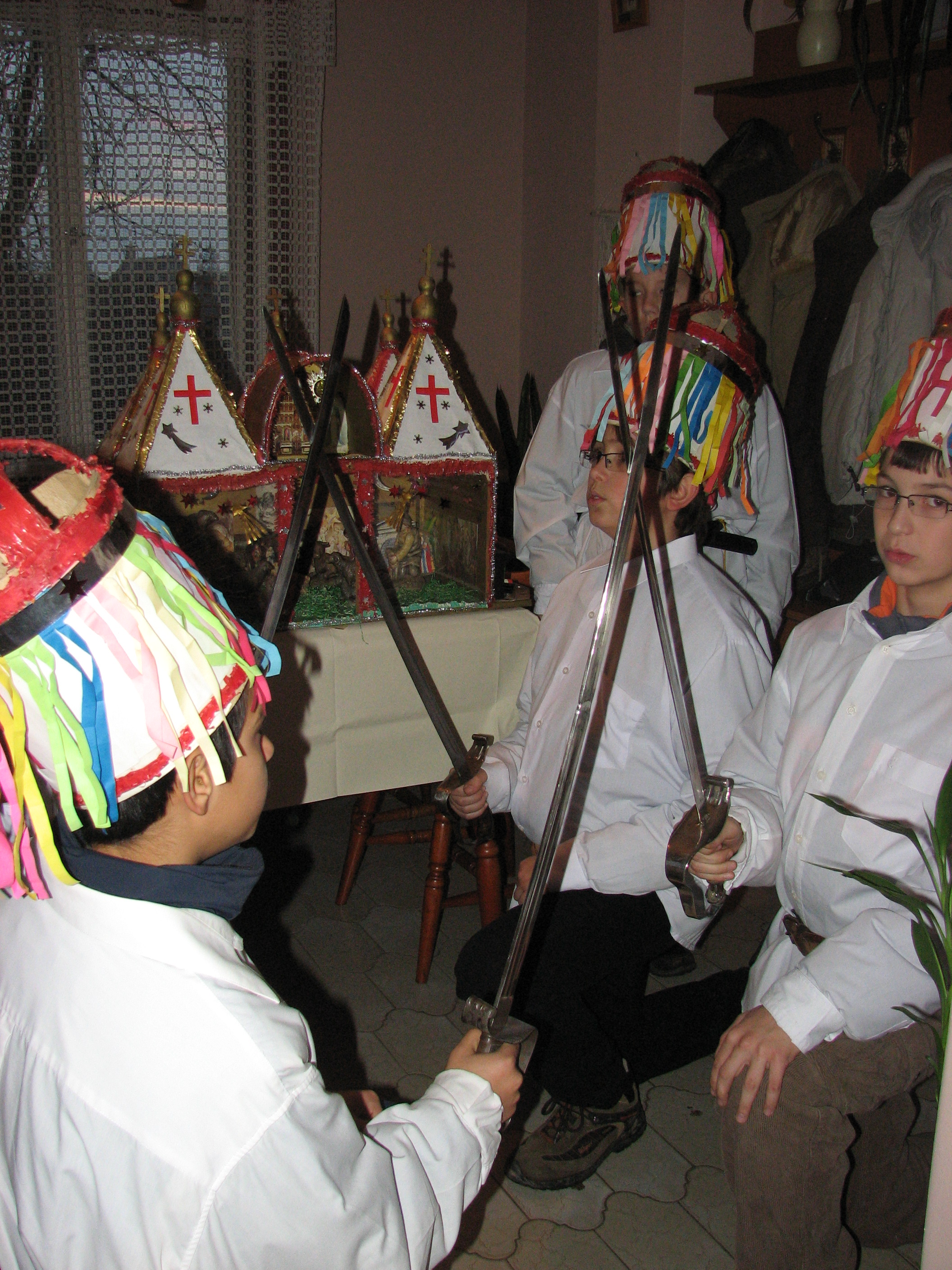
Betlehemes csoport Hajdúdorogon

A betlehemezés a karácsonyhoz kötődő magyar keresztény népszokás. Több szereplős dramatikus játék, a legnépszerűbb karácsonyi paraszti misztériumjáték, pásztorjáték. Szereplői a kis Jézuson kívül Jézus születésének tanúi: Mária, József, a Háromkirályok, angyal, pásztorok, ökör, szamár, bárány.
A népszokásban két hagyománykör ötvöződik: a kereszténység előtti pogány és antik gyökerű képzetek, valamint az ünnep keresztény jellegéből fakadó szokások. Neve a bibliai Betlehem városának nevéből ered. A népszokás célja a gonosz ártó szellemek elűzése zajkeltéssel, jelmezek, álarcok viselésével.

## Eredete
Assisi Szent Ferenc nevéhez fűződik az első betlehemi jászol felállítása, amikor az itáliai Greccio városában 1223-ban arra kérte egy barátját a nemes Jánost, hogy rendezzen be egy barlangot, készítsen jászolt, hozzon szalmát, szamarat és ökröt, és értesítse a pásztorokat , elevenítse fel Jézus születésének történetét. A ferences rendi templomokban mindmáig ott vannak a szentestére felállított betlehemek.
A középkori Magyarországról a betlehemezésre történő utalás nem maradt fenn. Az első magyar szövegek a 17. századból származnak, és iskolai előadás céljára készültek. A 19–20. században már paraszti betlehemezésről beszélünk, mert magyar népszokásként a falvak életében maradt meg.

## A népszokás leírása
A betlehemezés a legismertebb és legelterjedtebb karácsonyi népszokások közé tartozik. Az egész Kárpát-medencében ismerik. 

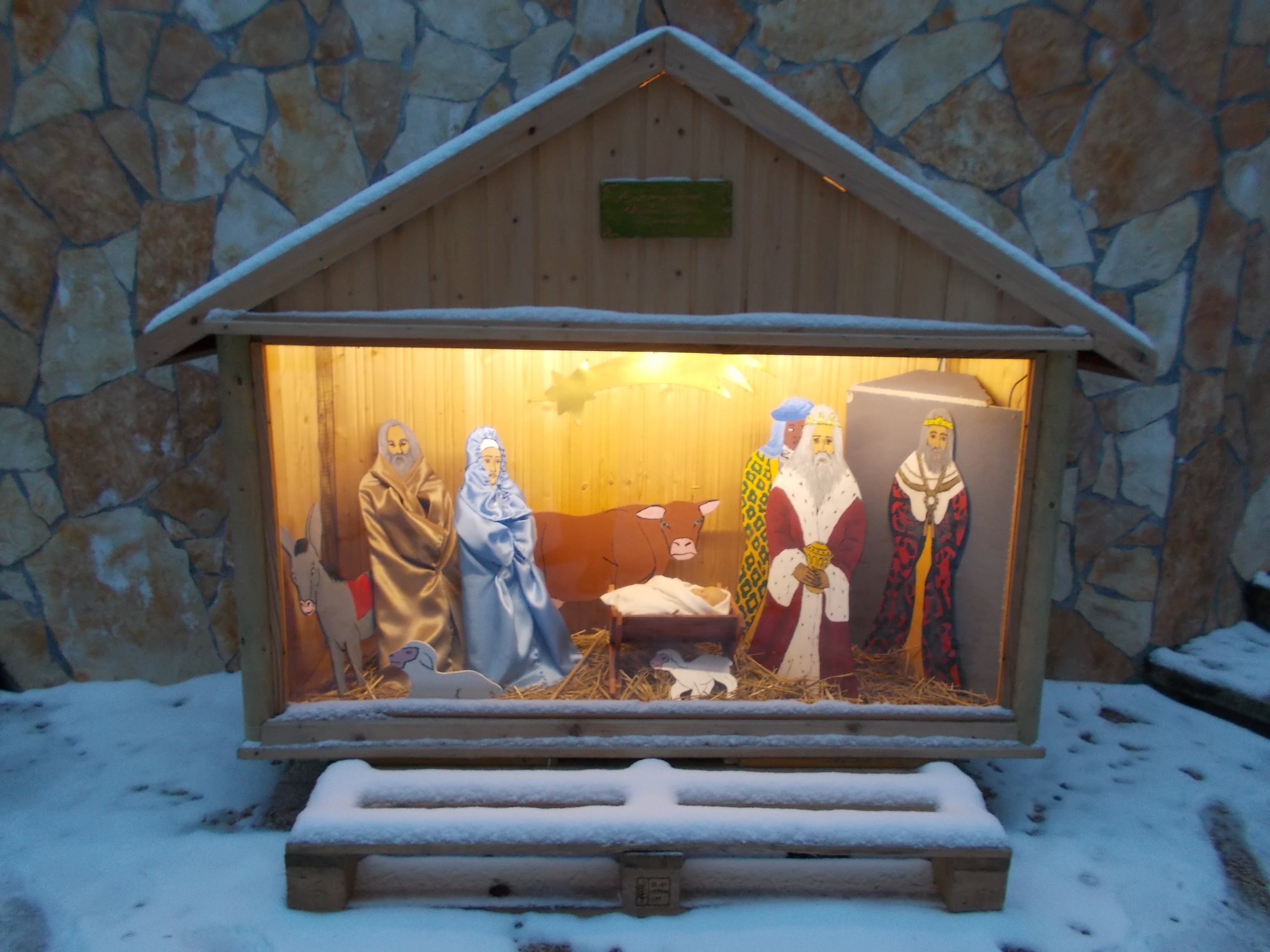
Betlehemi jászol a lépcsősor alján a Meredek utcai bejáratnál. - Budapest, XII. kerület, Sashegy, Sion lépcső, Meredek u

A paraszti betlehemezés középpontjában a betlehemi pásztorok párbeszédes, énekes játéka áll. A dramatikus játék fő eleme a pásztorjáték, amely a három pásztor, köztük a nagyothalló öreg tréfás párbeszédére épül. A betlehemezés fő kelléke a templom alakú betlehemi jászol, amelyben a Szent Család látható. A pásztorjáték szereplői: a kis templomot vivő két angyal, három pásztor, ami egyes vidékeken kiegészül több szereplővel. A szereplők ma is eljátsszák a Jézus születéséről szóló bibliai történetet, majd átadják ajándékaikat, jókívánságaikat. Ezután a háziak megvendégelik őket.
Több táji típusa alakult ki. A magyar betlehemes játékszövegekben Benedek András több szövegcsoportot különböztet meg. A legarchaikusabbak az erdélyi játékok, ezeket néha felnőtt férfiak adják elő, és a pásztorok álarcot is viselhetnek. Egyik érdekes példája a Dunántúlra települt bukovinai székelyek csobánolása (Krisztus születését bemutató házaló népi színjáték hagyománya és betlehemezése). Ennek része a betlehemes pásztortánc.
A betlehemezés sajátos változata a bábtáncoltató betlehemezés. Magyar nyelvterületen a Dunántúlon és a Felső-Tisza-vidéken fordul elő.
Játszó személyek : Angyal, fehér gyolcs ingben. torony nélküli s nyitott oldalú bábtáncoltató  betlehemmel (1. az I. tábla képét); első, második, harmadik pásztor kifordított ködmenben. botokkal; Öregapánk- ugyanúgy, hosszú kenderszakállal és üstökkel. Bábok nevei : menyecske, dékánné csengős perselylyel, két pásztor, barát, kéményseprő és ördög. A kivilágított betlehemben jászol, benne kis Jézus, mellette József, Mária, állatok, falán pedig szent képek láthatók.

## Lásd még
- Bábtáncoltató betlehemezés